# Steenmeel

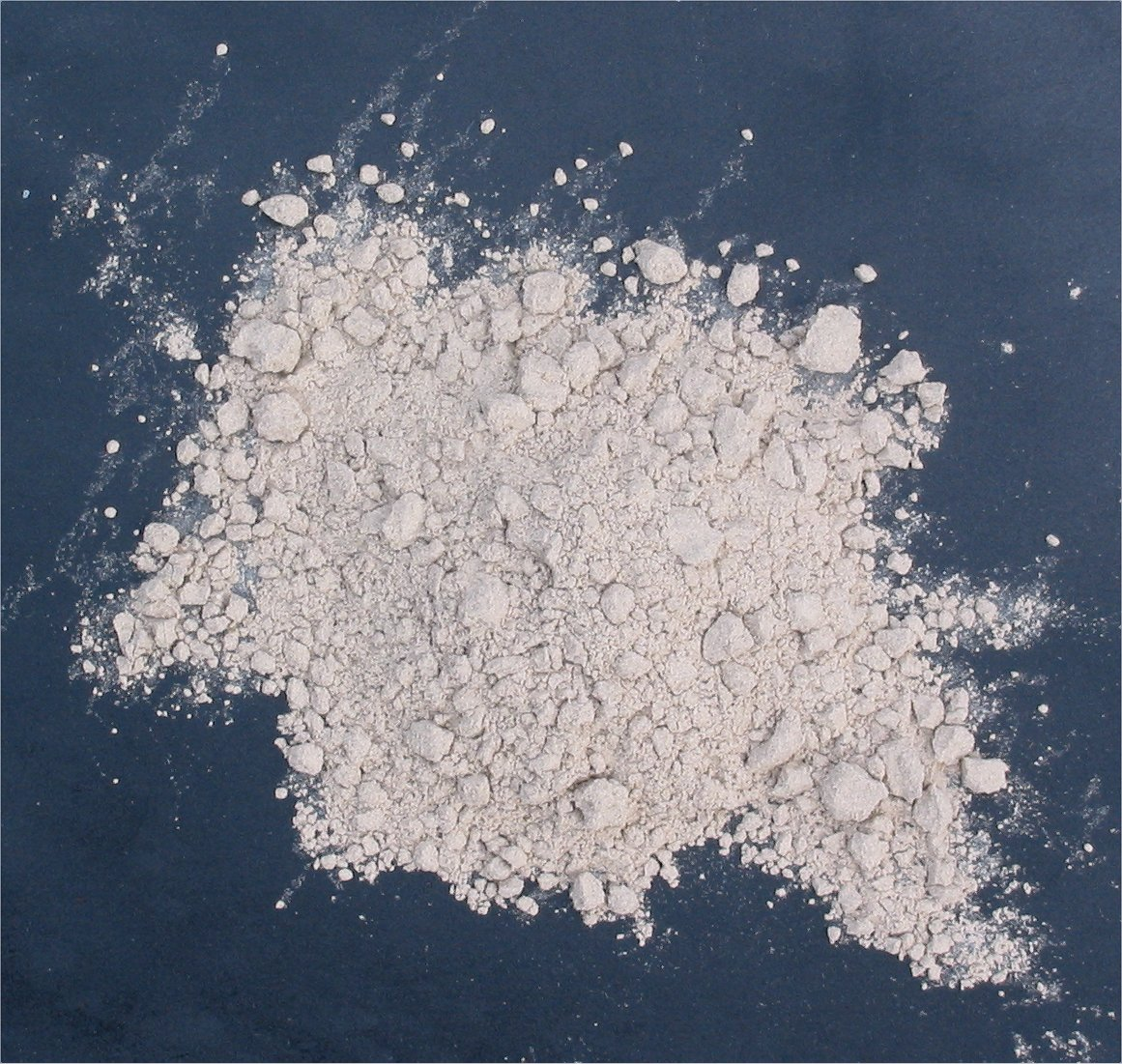
Steenmeel gemaakt van gemalen kalksteen

Steenmeel of gesteentemeel is fijngemalen gesteente dat gebruikt wordt als bodemverbeteraar en meststof ineen. Mineralen zijn noodzakelijk voor bodemprocessen die de bodemvruchtbaarheid beïnvloeden. Naast nutriëntenlevering en zuurbuffering verbinden mineralen zich met humus en zorgen zo voor een goede bodemstructuur. Voor een goede werking in de bodem dient steenmeel een maximale korrelgrootte van 0,100 mm te hebben. Grover gemalen gesteente wordt steengruis genoemd en is minder effectief.
Steenmeel wordt geproduceerd in groeves en kan zowel het hoofdproduct als een restproduct van bijvoorbeeld natuursteen vormen. Een bekend productiegebied van steenmeel is het Harzgebergte in Centraal-Duitsland. 

## Eigenschappen
Steenmeel heeft naargelang het oorsprongsgesteente speciale eigenschappen. In de landbouw worden verschillende gesteentemelen toegepast. De relatieve verschillen in werking en toepassing zijn op hoofdlijnen als volgt.
(Metamorfe) basalten en fonolieten
(Metamorfe) basalten en fonolieten leveren relatief veel spoor- en hoofdelementen en spelen een belangrijke rol bij opbouw van organische stof en pH-stabilisatie. Ze worden onder meer toegepast als bodemverbeteraar, boxenstrooisel, mestverbeteraar en bij compostering. Deze gesteenten verweren uiteindelijk tot klei en hebben dan de werking als genoemd onder de laatste bullet bij kleimineralen.
Zeolieten
Verhogen de CEC relatief het meest, bufferen kalium en ammonium en binden toxines. Ze worden onder meer toegepast als bodemverbeteraar, boxenstrooisel, bij compostering en als voedingssupplement.
Kleimineralen
Afhankelijk van het type klei zijn onder meer de volgende functies mogelijk – vochtretentie, levering van verschillende spoor- en hoofdelementen, verhoging van de CEC en toxinebinding. Ze worden onder andere toegepast als bodemverbeteraar, bij compostering en als voedingssupplement.

## Bodemverbeteraar
In 1908 verscheen het boek Clean Culture - A New Soil Science van Sampson Morgan, een tuinbouwer die gedurende veertig jaar experimenteerde met rotsmeel. Morgan won in die tijd veel tuinbouwwedstrijden met recordoogsten van ziekteresistente groenten en fruit. Hij geloofde net als de Duitse biochemicus Julius Hensel dat alle planten de stikstof uit de lucht opnemen en dat er in de bodem alleen voldoende lucht, mineralen, organische stof en vocht nodig is om gezonde gewassen te kweken.
In een op arme grond aangelegde moestuin het Schotse plaatsje Blairgowrie werden na twintig jaar grondverbetering met steenmeel landbouwproducten geoogst die veel groter waren dan normaal. Uien ter grootte van een voetbal en aardbeien zo groot als appels wekten in 2004 de interesse van wetenschappers.

## Natuurherstel
Onder andere op de droge zandbodems van de Nederlandse Veluwe worden sinds 2015 proeven gedaan met het uitstrooien van steenmeel van verschillende samenstelling. Onderzocht wordt het effect op de bodem en daaruit voortvloeiende veranderingen van het bodemleven. Steenmeel in de juiste samenstelling kan de bodem bufferen en door bodemverzuring verloren gegane noodzakelijke mineralen toevoegen. Dit kan (tijdelijk) compensatie bieden voor de te hoge stikstofdepositie uit de lucht. De eerste resultaten tonen aan dat steenmelen de pH en de bufferstatus van bodems geleidelijk verhogen via hun langzame oplossing. De radiale groei van bomen kan vergroten als stikstof niet limiterend is, zelfs tot 34 jaar na de toepassing. Bovendien kan steenmeel toegevoegd aan de plantgaten van aangeplante bomen de overleving en groei bevorderen bij het herbebossen van verzuurde bosbodems.

## CO2-reductie
Volgens de Britse Royal Society is versnelde verwering van gesteenten een van de meest effectieve maatregelen om CO2 vast te leggen. De oceanen nemen namelijk CO2 op, waarbij koolzuur ontstaat. Het basisch steenmeel kan, als het in contact komt met koolzuur, dan reageren tot bicarbonaat. Om die reden wordt steenmeel genoemd als een milieuvriendelijke vervanger van dierlijke mest waarbij minder CO2 wordt uitgestoten, en de opname van CO2 in de oceanen wordt gestimuleerd.

## Lavameel

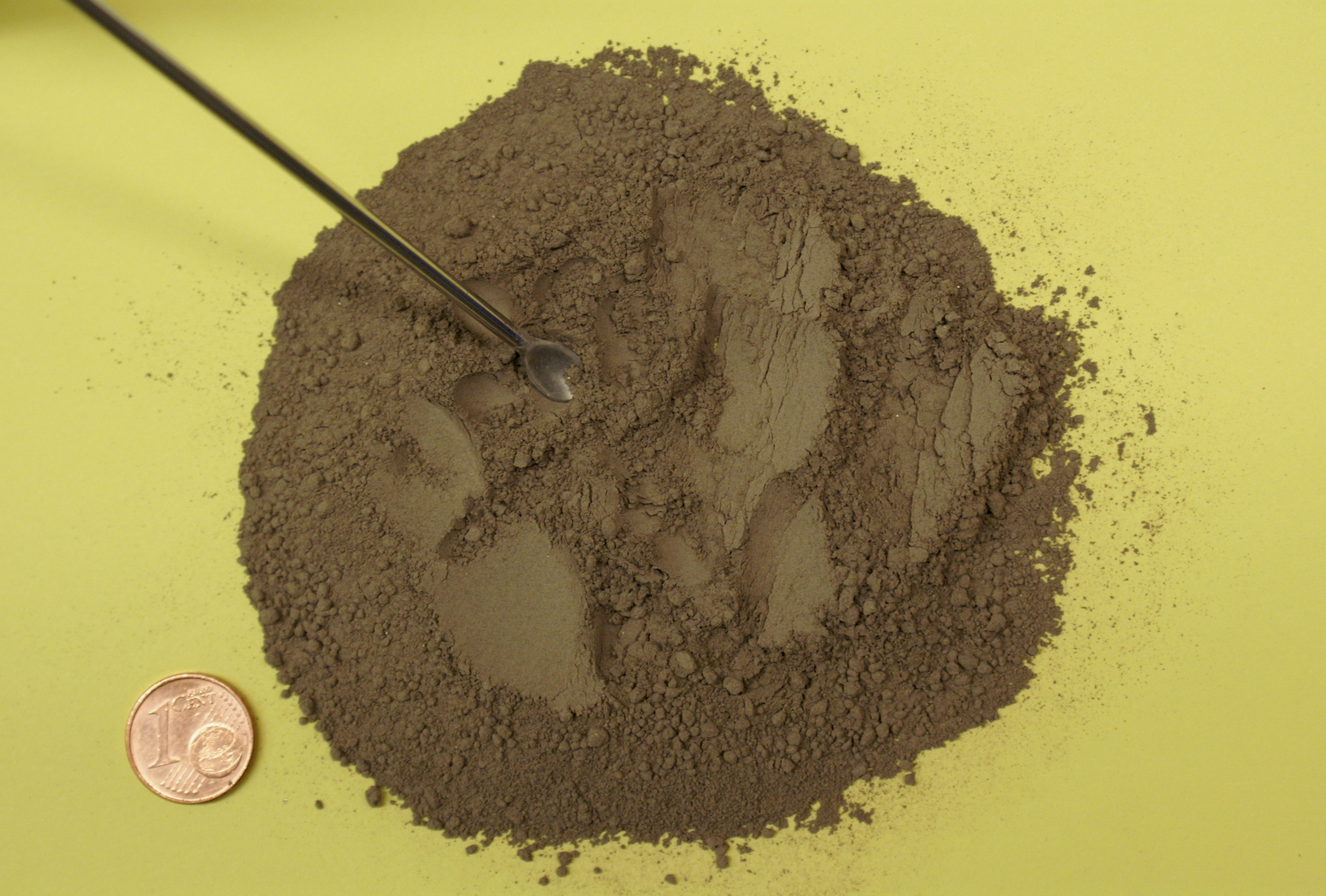
Lavameel

Het in de landbouw veel gebruikte kalk is niet van vulkanische oorsprong maar is een sedimentair gesteente dat voor zuurbuffering wordt toegepast omdat de van oorsprong aanwezige zuurbufferende mineralen van vulkanische oorsprong inmiddels niet meer in voldoende mate in de bodem aanwezig zijn. Waar kalksteen voornamelijk calcium-rijk steenmeel produceert, bevat vulkanisch gesteente voornamelijk ijzerrijke silicaten en calciumrijke veldspaten. De langzame verwering in de bodem zorgt voor langdurige voeding voor planten. Ook andere elementen als koper, molybdeen, nikkel, zink en kobalt zorgen voor voedingsstoffen in de bodem.
Door vulkanisch gesteente als basalt of lavagesteente te vermalen, ontstaat basalt- of lavameel, ook wel oergesteentemeel genaamd. Het wordt in de biologisch-dynamische landbouw gezien als een bron van "oerlevenskracht". Veel aan lavameel toegeschreven eigenschappen zijn echter niet wetenschappelijk bewezen.
In sommige veeteeltbedrijven vindt het toepassing als strooisel en toevoeging aan het veevoer. Het zou de stalbodem zuiver houden en daardoor stank en ziekte voorkomen. Mensen nemen de stof in vanwege een verondersteld positief effect op het maag-darmstelsel. Ook vindt het toepassing als cosmetisch middel. Het meel bevat mineralen en sporenelementen.
Gemalen lavagesteente in de handel wordt gewonnen in vulkanische gebieden zoals de Eifel. Hierdoor kan de ecologische structuur van die gebieden worden aangetast.
In een grovere maat korrel, tot 11 mm, noemt men het ook wel "lavazand".